# 黑蝰魚
黑蝰魚（学名：Chauliodus pammelas）为輻鰭魚綱巨口鱼目巨口鱼科的其中一種。分布於西印度洋區，包括阿曼灣、阿拉伯海及馬爾地夫等海域，為深海魚類，棲息深度400-2500公尺，體長可達19.5公分。

## 扩展阅读
維基物種上的相關：黑蝰魚